# سالي كوين
سالي كوين (بالإنجليزية: Sally Quinn)‏ هي كاتِبة وصحفية أمريكية، ولدت في 1 يوليو 1941 في سافانا في الولايات المتحدة.

## حياتها
ولدت سالي كوين في سافانا في ولاية جورجيا، وكان والدها هو الجنرال ويليام ويلسون "بوفالو بيل" كوين (1907-2000). سالي كوين لديها شقيقان - دونا من أوكلاند، ولاية كاليفورنيا، وويليام جونيور من فينيكس من ولاية أريزونا. وكان والدها ضابط مشاة خدم أيضا كضابط استخبارات ولعب دورا رئيسيا في انتقال جهاز المخابرات الأمريكي من مكتب الخدمات الاستراتيجية (OSS) إلى وكالة المخابرات المركزية (CIA). بصفته عقيدا في الجيش الأمريكي في الحرب العالمية الثانية، ساعد في تنسيق غزو جنوب فرنسا في عام 1944 وأسر هيرمان جورينج. لسنوات عديدة، عاشت عائلة كوينز في شارع كونيتيكت نورث ويسترن، بولاية واشنطن العاصمة، حيث اشتهرت عائلة كوين بطبخها وتسليتها. ذكرت سالي كوين في فيلم CC Goldwater HBO السيد المحافظ أن السناتور باري جولدووتر قضى الكثير من الوقت مع عائلة كوينز، وغالبا ما كان يقيم في منزلهم، لأن زوجته قررت البقاء في أريزونا بدلا من العاصمة أثناء انعقاد الكونجرس.
التحقت سالي كوين للدراسة في كلية سميث وتخرجت في عام 1963.
وبعد تخرجها من كلية سميث، عملت بالصحافة في صحيفة واشنطن بوست بخبرة قليلة جدا. ومع ذلك، سرعان ما أظهرت سالي كوين في عملها كمراسلة للصحيفة، موهبة في إدارة المواضيع والمقابلات.

## وصلات خارجية
- سالي كوين على موقع IMDb (الإنجليزية)
- سالي كوين على موقع قاعدة بيانات الفيلم (الإنجليزية)